# Capra falconeri
Il markhor, anche markor o capra di Falconer (Capra falconeri Wagner, 1839) è una grossa specie di capra selvatica diffusa nell'Afghanistan nord-orientale, in Pakistan (Gilgit-Baltistan Pakistan settentrionale), nel Nord dell'India e nelle regioni meridionali di Tagikistan e Uzbekistan. La specie viene considerata «In pericolo» IUCN dal momento che ne rimangono meno di 2500 esemplari adulti, tuttora in diminuzione (nel corso delle ultime 2 generazioni la specie è diminuita del 20%). È l'animale nazionale del Pakistan.

## Nomi

### Etimologia
Alcuni ritengono che il nome comune di questa specie derivi dalle parole persiane mar («serpente») e khor («mangiare»); a seconda delle interpretazioni date questo nome potrebbe indicare sia una presunta abilità nell'uccidere i serpenti o un semplice riferimento alle sue corna a cavatappi, simili a serpenti attorcigliati. Secondo il folklore il markhor sarebbe in grado di uccidere e mangiare i serpenti; in seguito, sempre secondo la leggenda, la schiuma che uscirebbe fuori dalla bocca dell'animale mentre rumina cadrebbe al suolo e seccherebbe. La gente del posto andrebbe in cerca di questa schiuma essiccata poiché viene detto che è molto utile nell'estrarre il veleno attraverso le ferite causate dal morso dei serpenti. Dal momento che «markhor» vuol dire «mangiatore di serpenti», la maggior parte degli studiosi ritiene più probabile questa prima interpretazione.

### Nomi locali
- In pashto, persiano, punjabi, urdu e kashmiri: Markhor[5];
- in ladaki: Rache o Rapoche (il maschio) e Rawache (la femmina)[5];
- in burushaski: Halden o Haldin (il maschio) e Giri o Giri Halden (la femmina)[5];
- in shina: Halden o Haldin (il maschio) e Giri o Giri Halden (la femmina)[5];
- in brahui: Rezkuh o Matt (il maschio) e Hit o Harat (la femmina)[5];
- in baluchi: Pachin o Sara (il maschio) e Buzkuhi (la femmina)[5].

## Descrizione
Il markhor misura 65–110 cm di altezza al garrese e 132–186 cm di lunghezza; pesa 32–110 kg. Tra le specie del genere Capra è quella che raggiunge un'altezza maggiore, ma in lunghezza e peso viene superato dallo stambecco siberiano. Il mantello, di un colore brizzolato variabile dal marrone chiaro al nero, è ruvido e corto in estate, ma diviene molto più lungo e folto in inverno. I peli della parte inferiore delle zampe sono bianchi e neri. Il markhor presenta un evidente dimorfismo sessuale: i maschi hanno lunghi peli su mento, gola, petto e stinchi. Le femmine, invece, hanno una colorazione più rossastra, peli più corti, una breve barbetta nera e sono prive di criniera. In entrambi i sessi sono presenti corna estremamente ricurve, a forma di cavatappi, vicine tra loro alla base ma rivolte all'esterno verso le estremità. Nei maschi possono raggiungere i 160 cm di lunghezza, mentre nelle femmine non superano i 25 cm. I markhor emanano un odore pungente, ben più intenso di quello delle capre domestiche.
Biologia
I markhor si sono adattati a vivere su terreni montuosi e si incontrano a quote comprese tra i 600 e i 3600 metri. Generalmente vivono in foreste arbustive composte principalmente da querce (Quercus ilex), pini (Pinus gerardiana) e ginepri (Juniperus macropoda). Hanno abitudini diurne e sono più attivi di primo mattino e nel tardo pomeriggio. La loro dieta varia a seconda delle stagioni: in primavera ed estate si nutrono di erba, ma in inverno brucano le foglie, rimanendo talvolta ritti sulle zampe posteriori per raggiungere meglio i rami più alti. Durante la stagione degli amori, coincidente con il periodo invernale, i maschi combattono tra di loro, balzandosi addosso e incastrando le corna nel tentativo di far perdere l'equilibrio all'avversario. Dopo una gestazione di 135–170 giorni nascono generalmente uno o due piccoli, molto raramente tre. I markhor vivono in branchi, formati solitamente da nove esemplari, composti da più femmine adulte con i loro piccoli. I maschi adulti sono per lo più solitari. Il richiamo di allarme di questa specie ricorda moltissimo il belato delle capre domestiche. In inverno si possono scorgere maschi e femmine che vivono insieme nelle distese erbose aperte e sui pendii privi di alberi all'interno delle foreste. Durante l'estate i maschi rimangono nella foresta, mentre le femmine generalmente salgono sulle creste rocciose soprastanti. Il markhor è preda del leopardo delle nevi e del lupo tibetano.

## Sottospecie e areale
Attualmente la IUCN considera valide solo tre sottospecie di markhor:

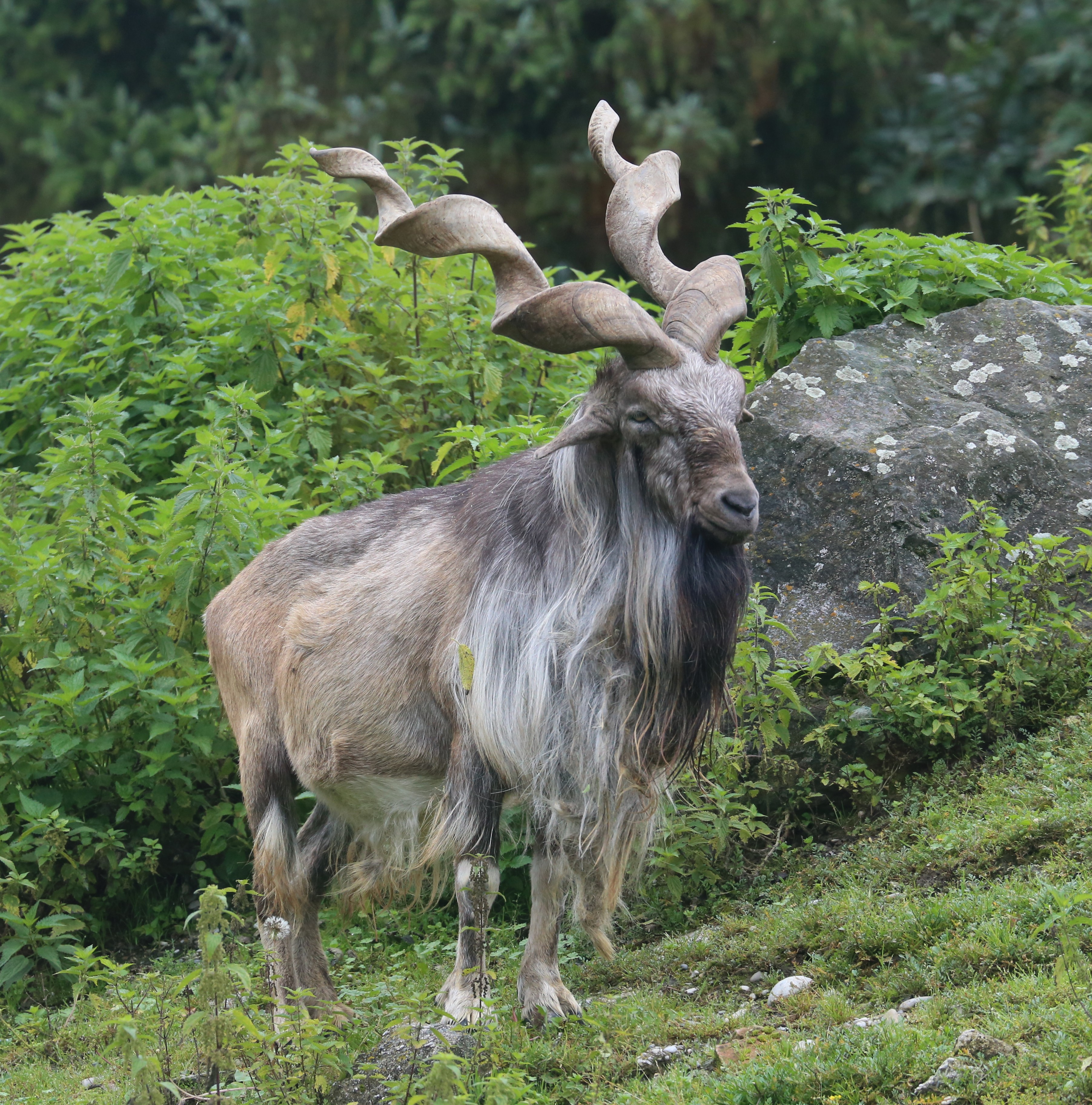
Un maschio in cattività allo zoo di Augusta

- il markhor dell'Astor (Capra falconeri falconeri Wagner, 1839), munito di grandi corna appiattite molto distanziate tra loro e quasi diritte, avvolte su sé stesse per solo mezzo giro. Attualmente viene ascritto a questa sottospecie anche il markhor dei Pir Punjal (ritenuto in passato una distinta sottospecie, Capra falconeri cashmiriensis), che ha corna estremamente appiattite avvolte a cavatappi[5].

In Afghanistan il markhor dell'Astor è limitato alle regioni orientali, nelle elevate foreste monsoniche montane del Laghman e del Nuristan. In India questa sottospecie è ristretta a una porzione dei monti Pir Panjal, nel Jammu e Kashmir sud-occidentale. In ogni parte di quest'ultima regione, attraversata dall'autostrada Jammu-Srinagar e compresa tra il passo Banihal (a 50 km dal fiume Chenab) a est e la discussa frontiera con il Pakistan a ovest, questo markhor è piuttosto raro. Recenti ricerche indicano che sopravvive ancora nei bacini dei fiumi Limber e Lachipora, nella Divisione Forestale della Valle del Jhelum, e attorno a Shupiyan, a sud di Srinagar. In tale regione il markhor dell'Astor è ristretto ai bacini dei fiumi Indo e Kunar (Chitral) e dei loro affluenti. Lungo l'Indo abita entrambe le sponde comprese tra Jalkot (Distretto di Kohistan) e le vicinanze del villaggio di Tungas (Baltistan); lungo il corso dei fiumi Gilgit, Hunza e Astore il suo areale è limitato a ovest, rispettivamente, dalle località di Gakuch, Chalt e dalla valle di Parishing. È stato detto che viva anche sul lato destro della valle di Yasin (Distretto di Gilgit), ma tale affermazione non è stata confermata. Questo markhor si incontra anche attorno a Chitral e nelle aree al confine con l'Afghanistan, dove abita un certo numero di valli lungo il fiume Kunar (Distretto di Chitral), tra Arandu, sulla sponda orientale, e Drosh, su quella orientale, fino a Shoghor, lungo il fiume Lutkho, e Barenis, lungo il fiume Mastuj.
- il markhor di Bukhara (Capra falconeri heptneri Zalkin, 1945).

Nonostante in passato questa sottospecie vivesse su gran parte delle montagne che corrono lungo le sponde settentrionali del corso superiore dell'Amu Darya e del fiume Pyanj, dal Turkmenistan al Tagikistan, al giorno d'oggi ne rimangono soltanto due o tre sparute popolazioni estremamente ridotte di numero. È limitata alla regione compresa tra il corso inferiore dei fiumi Pyanj e Vakhsh, nei pressi di Kulyab, in Tagikistan (70° E e 37,40-38° N), e ai monti Kugitangtau, in Uzbekistan e Turkmenistan (66,40 E e 37,30° N). Forse sopravvive ancora nella penisola di Darwaz, nell'Afghanistan settentrionale, nei pressi del confine con il Tagikistan. Prima del 1979 le notizie riguardo allo status di questa sottospecie in Afghanistan erano quasi nulle, ma da allora sono state ben poche le informazioni aggiunte.
- il markhor di Kabul (Capra falconeri megaceros Hutton, 1842), noto in passato anche come Capra falconeri jerdoni, munito di corna diritte e spirale stretta[7].

Fino al 1978, in Afghanistan, questa sottospecie viveva nella Gola del Kabul, nella regione di Kapissa sui monti Kohe Safi e in alcune aree isolate tra queste due zone. Ora abita solamente nelle regioni più inaccessibili del suo antico areale, sui monti di Kapissa e della Provincia di Kabul, dove è stata sospinta dalla caccia intensiva. In Pakistan il suo areale attuale comprende soltanto piccole aree isolate del Belucistan, una piccola area della Provincia della Frontiera del Nord Ovest e il Distretto di Dera Ghazi Khan (Provincia del Punjab). Il Dipartimento Forestale della Provincia della Frontiera del Nord Ovest considera le aree di Mardan e Sheikh Buddin ancora abitate da esemplari di questa sottospecie. Si ritiene che almeno 100 capi vivano sulla parte pakistana dei monti Safed Koh (distretti di Kurram e Khyber).

## Relazioni con la capra domestica
Certi autori hanno ipotizzato che il markhor sia l'antenato di alcune razze di capra domestica. Già Charles Darwin riteneva che le capre moderne derivassero dall'incrocio tra markhor e capre selvatiche. Secondo altri autori, sulla base di alcune somiglianze delle corna, il markhor sarebbe l'antenato di alcune razze caprine egiziane, sebbene la mancanza della carena anteriore, presente nelle corna di quest'ultimo, smentisca qualsiasi relazione stretta con esse. Le capre domestiche changthangi del Ladakh e del Tibet, invece, potrebbero discendere effettivamente dal markhor, così come la capra girgentana siciliana e la capra bilberry irlandese. Il gregge selvatico di capre kashmiri che vive sul promontorio calcareo di Great Orme, nel Galles, composto da circa 200 esemplari, discende invece da una mandria appartenuta alla Regina Vittoria allevata nel Grande Parco di Windsor.

## Minacce
Tra i cacciatori dell'India britannica il markhor era considerato una delle prede più stimolanti, a causa dei pericoli che venivano corsi nell'avvicinamento e nell'inseguimento di questo animale sugli elevati terreni montuosi. Secondo quanto scrisse Arthur Brinckman in The rifle in Cashmere, «qualsiasi buon camminatore non desidera altra attività migliore della caccia allo stambecco o al markhor». Elliot Roosevelt raccontò nei suoi scritti di come riuscì nel 1881 ad abbattere due markhor, l'8 luglio e il 1º agosto. Sebbene in Afghanistan la caccia al markhor sia illegale, questo animale viene da sempre cacciato nel Nuristan e nel Laghman e tale pratica si è addirittura intensificata durante la guerra. In India i markhor vengono ancora cacciati per la loro carne lungo il confine con il Pakistan. In Tagikistan, Turkmenistan e Uzbekistan, oltre che per la carne, vengono cacciati anche per le corna, a cui vengono attribuite presunte proprietà mediche. Questi animali sono stati introdotti con successo in alcune riserve di caccia private del Texas. Diversamente da ammotraghi, antilopi cervicapra, stambecchi e cervi pomellati, i markhor non sono però fuggiti da tali aree in modo sufficiente da costituire popolazioni selvatiche.

## Conservazione
L'Unione Internazionale per la Conservazione della Natura e delle Risorse Naturali ha classificato il markhor tra le specie in pericolo, a causa del rischio di estinzione in cui potrebbe imbattersi in un futuro prossimo se non vengano messe in atto apposite misure di conservazione. In natura ne rimangono solamente 2000-4000 esemplari.

## Nella cultura di massa
Il markhor è l'animale nazionale del Pakistan ed è stato uno dei 72 animali raffigurati nella serie di monete da collezione del WWF del 1976.